# Christoph Schissler
Christoph Schissler (env. 1531 - 15 septembre 1608), parfois Christoph Schissler l'ancien, pour le distinguer de son fils, Christoch Schissler le jeune, est un facteur d'instruments scientifiques d'Augsbourg. C'était l'un des plus réputés de son temps, il a travaillé entre autres pour l'empereur Rodolphe II. Ses instruments, destinés à la  géométrie, l'astronomie ou l'arpentage, étaient souvent richement décorés et nombre d'entre eux ont survécu de nos jours.